# بوري وثاب
بوري وثاب (الاسم العلمي: Chelon saliens) هو نوع من أنواع الأسماك التي تنتمي لعائلة أسماك البوري. تتواجد هذه الأسماك في المياه الساحلية وعند مصبات الأنهار في شمال شرق المحيط الأطلسي؛ حيث يمتد نطاق تواجدها من المغرب إلى فرنسا، ويشمل ذلك البحر الأبيض المتوسط والبحر الأسود. تم استقدام هذا النوع من الأسماك إلى بحر قزوين.

## الوصف
لون أسماك بوري الوثاب في الجزء العلوي من جسدها، هو بني داكن يتخلله اللون الرمادي، أما في الجزء السفلي فيكون لون هذه الأسماك فضي؛ كما يتواجد لون على جوانب هذه الأسماك يظهر وكأنه انعكاس ذهبي. لون الزعانف لديها هو بني-برتقالي.

## مناطق توزيعه

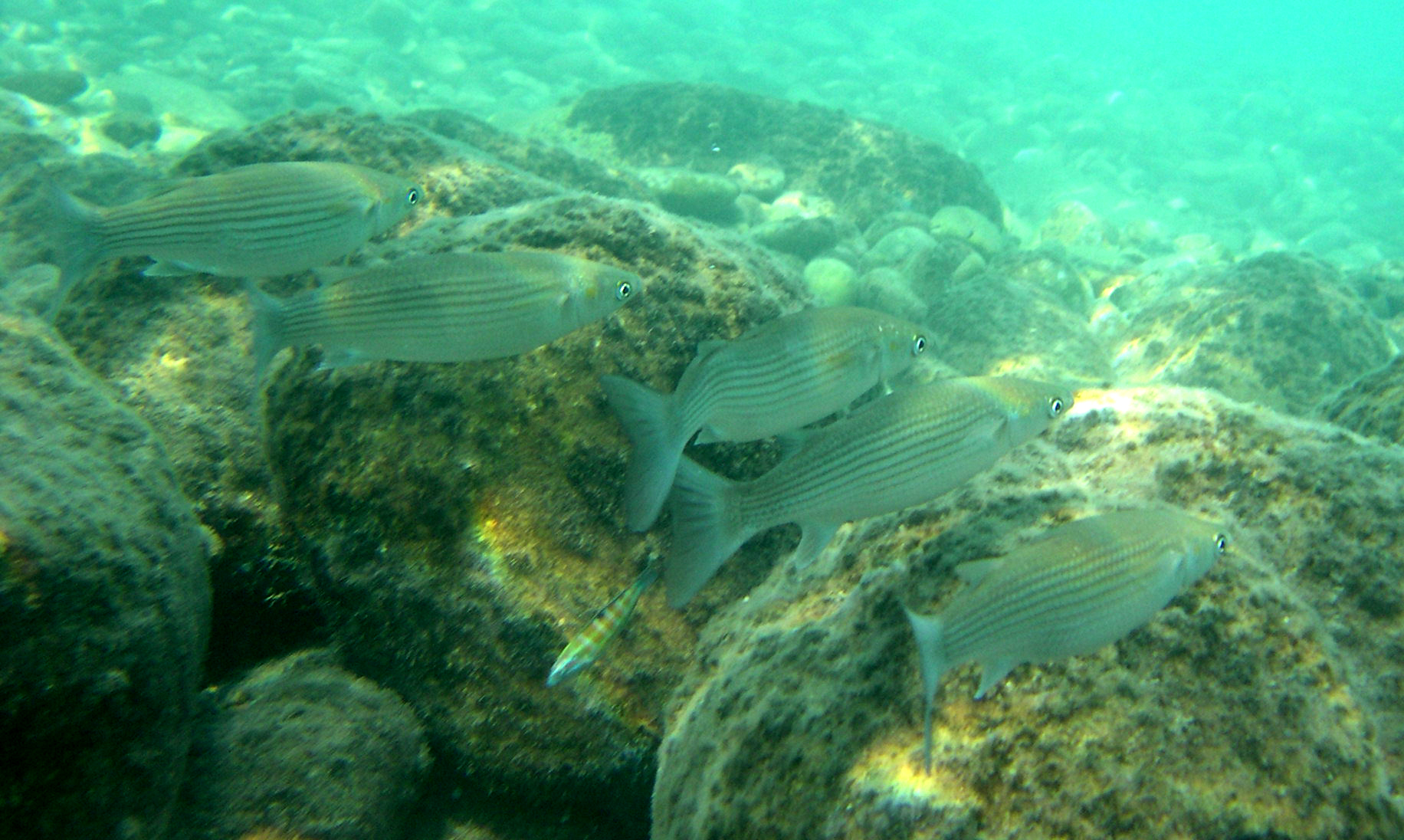
أسماك بوري وثاب

تعيش أسماك بوري الوثاب في المناطق الساحلية الضحلة، في شمال شرق المحيط الأطلسي، حيث تكون متواجدة حتى أقصى الشمال وصولا إلى خليج غاسكونيا، ويشمل نطاق تواجدها البحر الأبيض المتوسط. كما تتواجد أيضًا في البحر الأسود وبحر آزوف، وقد تم استقدامها إلى بحر قزوين في عقد 1930، وقامت بالتكاثر والانتشار هناك، حيث إنها أسست مجموعات ثابتة من أنواعها من حيث الأعداد.

## علم الأحياء
تتكاثر أسماك بوري الوثاب في فصل الصيف. حيث تضع الإناث مجوعة من البيوض؛ يتراوح عدد البيض فيها بين حوالي 500-2000 بيضة، عملية الإخصاب لهذه البيوض تتم بنمط خارجي. تتواجد البيوض التي تضعها هذه الأسماك في منطقة البحر المفتوح وتشتمل على قطرة زيت كبيرة. تحصل الأسماك التي تكون حديثة الولادة من هذا النوع على غذائها من كيس المحي وبالتالي تنمو بوتيرة سريعة. تتغذى الأسماك اليانعة التي لم تُكمل البلوغ على العوالق الحيوانية في بداية الأمر، وبعد ذلك؛ تبدأ بالتغذي على الكائنات الحية التي تتواجد وتعيش في منطقة النطاق القاعي. تنضج الذكور من أسماك بوري الوثاب عند بلوغهاالثلاث سنوات بينما تنضج الإناث عند بلوغها تقريبا الأربع سنوات. تعتبر الأسماك البالغة من أنواع بوري الوثاب آكلة حتات، حيث تقوم بالبحث عن هذا النوع من الغذاء في الرمال، كما وتتغذى أيضا على الطحالب وعلى مصادر غذاء نباتية.  